# (9397) Lombardi
(9397) Lombardi  es un asteroide perteneciente al cinturón de asteroides, descubierto el 6 de septiembre de 1994  desde el Observatorio Astronómico de Santa Lucia di Stroncone, en Italia.

## Designación y nombre
Designado inicialmente como 1994 RJ. Fue nombrado en honor de Giuseppe Lombardi (n. 1939) quien es un astrónomo aficionado italiano que trabaja en el observatorio CCAF de Farra d'Isonzo. Ahora jubilado, pasa la mayor parte de sus noches de insomnio en el observatorio, donde muestra las bellezas del cielo a los visitantes y participa en casi todos los descubrimientos de este sitio.

## Características orbitales
Lombardi orbita a una distancia media del Sol de 2,519 ua, pudiendo acercarse hasta 2,144 ua y alejarse hasta 2,894 ua. Tiene una excentricidad de 0,149 y una inclinación orbital de 3,177 grados. Emplea en completar una órbita alrededor del Sol 1460,71 días.

## Características físicas
Su magnitud absoluta es 15,52. Tiene 1,927 km de diámetro. Su albedo se estima en 0,396.